# تیم ملی فوتبال ازبکستان
تیم ملی فوتبال ازبکستان نماینده فوتبال کشور ازبکستان در مسابقات بین‌المللی است. این تیم مجموعه‌ای است از بهترین بازیکنان رشته فوتبال در ازبکستان و زیر نظر فدراسیون فوتبال این کشور فعالیت می‌کند. پس از جدایی این کشور از اتحاد جماهیر شوروی، تیم ملی فوتبال این کشور نخستین بازی خود را با تاجیکستان در ۱۷ ژوئن ۱۹۹۲ انجام داد. ورزشگاه مرکزی پخته‌کار، محل انجام بازی‌های تیم ملی فوتبال ازبکستان است.
ازبکستان چندی پیش توانست به دور پایانی جام نوروز راه یابد و قهرمان جام نوروز شد.
تیم ملی ازبکستان از تیم‌های درجه دوم آسیا به حساب می‌آید ولی از غول‌های آسیا به‌شمار می‌آید که همیشه یقه تیم‌های بزرگ قاره را گرفته. معمولاً جلو تیم‌های شرق آسیا بهترین عملکرد را داراست.
سرشناس‌ترین بازیکن این کشور سرور جباروف است که تاکنون ۲ بار موفق به کسب عنوان بازیکن سال فوتبال آسیا شده است. او با انجام ۱۲۸ بازی ملی، بالاتر از تیمور کاپادزه(۱۱۹) و عادل احمدوف(۱۰۸)بیشترین بازی ملی را برای تیم ملی ازبکستان دارد. سرشناس‌ترین بازیکن فعلی ازبکستان الدور شومورودوف است، که سابقه بازی برای باشگاه‌های رم و کالیاری را دارد.

## بازی‌های آسیایی ۱۹۹۴
در رقابت‌های آسیایی ۱۹۹۴، ازبکستان در اولین حضورش، قهرمان مسابقات فوتبال شد.

## جام ملت‌های آسیا ۲۰۰۴
در این مسابقات، ازبکستان در گروه C، به همراه تیم‌های عراق، ترکمنستان و عربستان سعودی به رقابت پرداخت. ازبکستان با ۹ امتیاز به عنوان تیم اول گروه به مرحله بعدی صعود کرد اما در بازی یک چهارم نهایی، پس از تساوی ۲ بر ۲ در وقت قانونی بازی در برابر بحرین، در ضربات پنالتی، با نتیجه ۴ بر ۳ نتیجه را واگذار کرد و از مسابقات حذف شد.

## جام ملت‌های آسیا ۲۰۰۷
ازبکستان در جام ملت‌های آسیا ۲۰۰۷ در گروه C، به همراه ایران، چین و مالزی به رقابت پرداخت و به عنوان تیم دوم گروه و با ۶ امتیاز به مرحله بعد صعود کرد. در مرحله یک چهارم نهایی، ۲ بر ۱ نتیجه را به عربستان سعودی واگذار کرد و از رقابت‌ها حذف شد.

## جام ملت‌های آسیا ۲۰۱۱
در جام ملت‌های آسیا ۲۰۱۱ ازبکستان در گروه A، با قطر، چین و کویت هم‌گروه شد و با ۷ امتیاز به عنوان تیم اول، به مرحله بعد صعود کرد. در مرحله یک چهارم نهایی، ۲ بر ۱ اردن را شکست داد اما در مرحله نیمه‌نهایی با شکستی عجیب و مفتضحانه، ۶ بر صفر نتیجه را به استرالیا واگذار کرد و از رسیدن به فینال بازماند. در بازی رده‌بندی نیز ازبکستان، نتیجه را ۳ بر ۲ به کره جنوبی باخت تا به عنوان چهارمی جام ملت‌های آسیا ۲۰۱۱ دست یابد.

## جام ملت‌های آسیا ۲۰۱۵
ازبکستان در گروه B جام ملت‌های آسیا ۲۰۱۵ با چین، کره شمالی و عربستان سعودی هم‌گروه شد. در بازی نخست ازبکستان یک بر صفر کره شمالی را شکست داد و در بازی دوم یک بر ۲ مغلوب چین شد. در بازی سوم این تیم به مصاف عربستان سعودی رفت و با یک بازی برتر با نتیجه ۳ بر یک پیروز شد تا به عنوان تیم دوم گروه پس از چین به مرحله یک چهارم نهایی صعود کند. در مرحله یک چهارم نهایی ازبکستان با ۲ گل مغلوب کره جنوبی شد و از رسیدن به نیمه‌نهایی بازماند.

## نتایج در مقدماتی جام جهانی
- ۱۹۹۸: دور مقدماتی
- ۲۰۰۲: دور مقدماتی
- ۲۰۰۶: دور مقدماتی

### مقدماتی جام جهانی ۲۰۱۴ برزیل
ازبکستان در مقدماتی جام جهانی ۲۰۱۴ برزیل در گروه C مقدماتی با تیم‌های ژاپن، کره شمالی و تاجیکستان هم‌گروه شد و به عنوان تیم اول، به دور بعد راه یافت. در دور دوم، ازبکستان با تیم‌های کره جنوبی، ایران، قطر و لبنان هم گروه شد و در اولین گام، به تیم ایران نتیجه را یک بر صفر واگذار کرد. در ادامه در بیروت، بازی را یک بر یک با لبنان مساوی کرد و سپس در تاشکند، با کره جنوبی به تساوی ۲ بر ۲ دست یافت.
ازبکستان تا چند بازی اول، در رده آخر جدول قرار داشت اما سرانجام با پیروزی‌های پیاپی و خارج از خانه، خود را تا رده دوم گروه بالا کشید. در بازی ماقبل پایانی اما ازبک‌ها در زمین کره جنوبی با یک گل مغلوب شدند و با توجه به برد ۴ بر صفر ایران مقابل لبنان به رده سوم گروه سقوط کردند تا در روز پایانی کارشان به اما و اگر بکشد. در بازی آخر در مقابل قطر، ازبکستان باید برای صعود با اختلاف بیش از چهار گل قطر را می‌برد و انتظار داشت که کره جنوبی، ایران را ببرد یا دو تیم مساوی کنند تا ازبکستان به جام جهانی صعود کند. ازبکستان با وجود اینکه نیمه اول را یک بر صفر عقب بود، در نیمه دوم، پنج گل به ثمر رساند. بسیاری از کارشناسان معتقد بودند که قطر و ازبکستان تبانی کرده‌اند زیرا در کمتر از ۳۰ دقیقه، قطر پنج بار دروازه‌اش گشوده شد اما از بخت بد ازبکستان، ایران توانست کره جنوبی را در شهر اولسان شکست داده و در نتیجه، ازبکستان از صعود مستقیم به جام جهانی بازماند. البته اگر ازبکستان، دو گل دیگر هم به قطر می‌زد، کره جنوبی به صورت مستقیم صعود نمی‌کرد و ازبکستان با تفاضل گل بیشتر از کره جنوبی به عنوان تیم دوم بعد از ایران مستقیماً به جام جهانی ۲۰۱۴ برزیل راه می‌یافت. این تیم در دیدار پلی آف در دو بازی رفت و برگشت در شهریور ماه و مهر ماه ۱۳۹۲ به مصاف تیم سوم گروه B، اردن رفت و پس از تساوی ۲–۲ در مجموع دو دیدار رفت و برگشت در ضربات پنالتی مغلوب این تیم شد و از راهیابی به جام جهانی ۲۰۱۴ برزیل بازماند.

### مقدماتی جام جهانی ۲۰۱۸ روسیه
در مرحلهٔ انتخابی جام جهانی ۲۰۱۸ روسیه ازبکستان با داشتن رده ششم آسیا از مرحله اول معاف شد. ازبکستان در مرحله دوم در گروه H، با تیم‌های کره شمالی، فیلیپین، بحرین و یمن هم‌گروه شد و با ۲۱ امتیاز به عنوان تیم اول گروه راهی مرحله سوم مقدماتی جام جهانی شد. ازبکستان در مرحله سوم در گروه A، با تیم‌های ایران، کره جنوبی، چین، قطر و سوریه هم‌گروه شد. ازبکستان در بازی‌های اول و دوم، سوریه و قطر را شکست داد، در بازی سوم مغلوب ایران شد و در بازی چهارم چین را شکست داد تا با ۹ امتیاز پس از ایران در رده دوم گروه قرار بگیرد. ازبکستان در بازی‌های پنجم و ششم به کره جنوبی و سوریه باخت و در بازی هفتم قطر را برد تا همچنان برای صعود مستقیم شانس داشته باشد. ازبکستان در بازی هشتم در ورزشگاه آزادی تهران به مصاف ایران رفت و با نتیجه ۲ بر صفر مغلوب شد تا ایران به جام جهانی صعود کند؛ اما با خوش‌شانسی ازبک‌ها، کره جنوبی در دوحه ۳ بر ۲ به قطر باخت تا شانس این تیم برای صعود مستقیم زنده بماند. در بازی نهم، ازبکستان به شکلی عجیب با یک گل به چین باخت؛ اما باز هم ازبکستان خوش شانس بود که کره جنوبی نتوانست در برابر تیم ده نفره ایران نتیجه‌ای بهتر از تساوی بدون گل به دست آورد تا همه چیز به روز آخر بکشد. سوریه هم با نتیجه ۳ بر یک قطر را برد تا هم‌امتیاز ازبکستان شود. در آخرین بازی ازبکستان در برابر کره جنوبی قرار گرفت و اگر این بازی را می‌برد در صورت عدم پیروزی سوریه برابر ایران، برای نخستین بار به جام جهانی می‌رفت. اما ازبک‌ها با تساوی بدون گل برابر کره جنوبی در ورزشگاه پخته کار تاشکند این شانس را از دست دادند تا کره جنوبی برای نهمین بار پیاپی راهی جام جهانی شود. سوریه هم در تهران با ایران ۲–۲ مساوی کرد و در رده سوم گروه قرار گرفت تا به پلی‌آف برود. ازبکستان هم در گروه، چهارم شد تا باز هم نتواند به جام جهانی صعود کند.

## جام نوروز ۲۰۲۲
قهرمانی جام نوروز ۲۰۲۲